# Condannato a morte per mancanza di indizi
Condannato a morte per mancanza di indizi (The Star Chamber) è un film del 1983 diretto da Peter Hyams con Michael Douglas e Hal Holbrook.

## Trama
Los Angeles. Il giudice Steven R. Hardin è un onesto magistrato che ha presenziato al processo contro un pluriomicida arrestato da due poliziotti in borghese; questi però hanno ritrovato l'arma del delitto senza seguire le regole e per questo l'avvocato difensore riesce a far scagionare l'indiziato; Steven perciò è in crisi di coscienza a seguito di questi ripetuti proscioglimenti di colpevoli, dovuti a cavilli giuridici.
In seguito, due poliziotti arrestano due uomini con l'accusa di aver stuprato e ucciso un bambino di 10 anni: i sospetti ricadono su di loro per una serie di gravi indizi, ma riescono a cavarsela per un cavillo che rendeva ingiustificato il fermo e la conseguente perquisizione. Il padre della vittima, non soddisfatto, tenta di sparare ai criminali in tribunale, ma manca il bersaglio e ferisce ad una spalla un poliziotto. Successivamente, il padre si suiciderà in carcere, dopo aver parlato con Steven accusandolo di essere il responsabile di un altro omicidio, quello di una ragazza violentata e poi uccisa; gli confessa che se non avesse scagionato i due uomini sospettati dell'uccisione del bambino, quella ragazza sarebbe ancora viva.
Hardin viene avvicinato da un anziano giudice e maestro di diritto, Benjamin Caufeld, che gli propone di entrare a far parte di un tribunale segreto che si occupa dei casi in cui la giustizia ha fallito.
Se gli imputati prosciolti vengono riconosciuti colpevoli, viene assoldato un sicario professionista per eliminarli. Le esecuzioni vengono puntualmente effettuate secondo le direttive. Il giudice anziano afferma: "Io la notte dormo bene" perché è convinto di avere agito bene, molto meglio che non limitandosi ad applicare le leggi, che consentono a molti colpevoli di farla franca. Hardin, lacerato dagli ultimi episodi avvenuti, decide di entrare a far parte della commissione.
Subito dopo la sentenza degli implacabili "nove" di cui fa parte, scopre che i due probabili assassini del bambino  sono in realtà innocenti e tenta di avvisarli del pericolo, seguendoli nel loro covo. I due lo accolgono duramente, e sotto i fumi dell'eroina lo attaccano tentando di ucciderlo. I due vengono uccisi dal killer mandato dal tribunale segreto, che decide però di eliminare anche il testimone. Hardin viene salvato dal detective Harry Lowes, che lo seguiva da qualche giorno: il poliziotto irrompe nel covo e uccide lo spietato killer.